# Microvalgus gabonensis
Microvalgus gabonensis är en skalbaggsart som beskrevs av Franz Antoine 1997. Microvalgus gabonensis ingår i släktet Microvalgus och familjen Cetoniidae. Inga underarter finns listade i Catalogue of Life.